# Andrea Chiurato
Andrea Chiurato (Montebelluna, 7 febbraio 1965) è un ex ciclista su strada italiano.
Professionista dal 1989 al 1998, fu medaglia d'argento nella cronometro Elite dei campionati del mondo 1994.

## Carriera
Passò professionista nel 1989 con la maglia della nuova Polli-Mobiexport guidata da Ivano Fanini, vincendo una tappa all'Herald Sun Tour. Nel 1992 si trasferì alla Gatorade-Chateau d'Ax capitanata da Gianni Bugno, e in stagione partecipò al suo primo Tour de France.
Nel 1994 vinse la medaglia d'argento nella prova a cronometro Elite ai campionati del mondo in Sicilia, dietro a Chris Boardman e davanti a Jan Ullrich, nell'edizione in cui tale prova venne introdotta. Nello stesso anno si aggiudicò anche il Gran Premio di Lugano e due tappe al Sun Tour. In coppia con Tony Rominger vinse il Gran Premio Telekom del 1995.
Ritiratosi dall'attività agonistica è diventato allenatore, dirigendo squadre giovanili del Velo Club Bellinzona a Bellinzona, in Svizzera, e raggiungendo buoni risultati con i giovani corridori ticinesi.

## Palmarès
- 1988 (dilettanti)

Trofeo Matteotti - Marcialla
Gran Premio Montanino
Pistoia-Livorno
- 1989 (Polli-Mobiexpert, una vittoria)

14ª tappa Herald Sun Tour
- 1990 (Amore & Vita, una vittoria)

1ª tappa Giro di Calabria (Lamezia Terme > Cosenza)
- 1993 (Gatorade, due vittorie)

11ª tappa Ruta Mexico
8ª tappa Mazda Alpine Tour
- 1994 (Mapei, tre vittorie)

4ª tappa Herald Sun Tour
11ª tappa Herald Sun Tour
Gran Premio di Lugano
- 1995 (Mapei, quattro vittorie)

2ª tappa Vuelta a Asturias (Oviedo > Avilés)
3ª tappa Vuelta a Asturias (Avilés > Lagos de Covadonga)
Grand Prix de Wallonie
Grand Prix Telekom

## Piazzamenti

### Grandi Giri
- Giro d'Italia

1990: 32º
1991: ritirato
1993: ritirato
1994: 47º
1995: ritirato
- Tour de France

1992: 112º
- Vuelta a España

1992: ritirato

### Classiche monumento
- Milano-Sanremo

1991: 85º
1992: 57º
1993: 77º
1994: 36º
1996: 144º
- Giro di Lombardia

1991: 86º
1992: 41º
1993: 70º
1997: 46º

### Competizioni mondiali
- Campionati del mondo

Catania 1994 - Cronometro: 2º
Tunja 1995 - Cronometro: 14º